# Marcus Hahnemann
Marcus Stephen Hahnemann (Seattle, 1972. június 15. –) amerikai válogatott labdarúgó.

## Sikerek

### Klub
- Seattle Sounders
  - League Championship: 1995, 1996
- Reading
  - Angol másodosztály bajnoka: 2005-06

### Válogatott
- USA
  - CONCACAF-aranykupa: 2005